# Adolfo Morán
Adolfo Morán Ortega (Valladolid, 1953-Pozuelo de Alarcón, Comunidad de Madrid, 14 de noviembre de 2024) fue un arquitecto y urbanista español, doctor por la Universidad de Navarra y profesor de la Escuela Técnica Superior de Arquitectura de Madrid (ETSAM) de la Universidad Politécnica (UPM). 

## Biografía
A los veintiséis años ocupó la cátedra de Proyectos de Arquitectura en la Universidad de Valladolid. Asimismo, fue profesor de arquitectura en la Facultad de Bellas Artes de la Universidad de Salamanca, profesor titular del Departamento de Ideación Gráfica Arquitectónica y director del Seminario Permanente de Estudios sobre la Vivienda en la Universidad Politécnica de Madrid, en la que fue nombrado profesor emérito vitalicio el 25 de junio de 2024. En 1980 ingresó, por oposición, en el Cuerpo de Arquitectos del Ministerio de Obras Públicas y Urbanismo, a cargo de la redacción de Proyectos y dirección de obras de edificios propiedad del Estado, realización del Plan Nacional de Vivienda, y realización de normativa de la edificación en España.
Su obra fue seleccionada como una de las principales de la arquitectura española por la II Bienal de Arquitectura Española en 1993. Es también considerado como uno de los principales precursores de la llamada "Arquitectura Móvil". Estuvo considerado como uno de los principales autores de la arquitectura española.
Profesor de Imaginación Arquitectónica en la Universidad Politécnica de Madrid, sus trabajos de investigación sobre esa disciplina adquirieron especial resonancia, recibiendo reconocimientos nacionales e internacionales.

## Libros y publicaciones principales
- "La Arquitectura Razonable o La Música del Espacio" (1989 Valladolid. GAC edit.)
- "El Proyecto de la Ciudad para Vivir" (1992. Madrid. Ayuntamiento de Madrid edit.)
- "Sobre el Método de Análisis y Producción Arquitectónica" (1991. Génova. Unione Italiana per el Disegno edit.)
- "La Modificación de la Arquitectura" (1994. Madrid. EGA edit.)
- "Arquitectura y Naturaleza" (1992. Valladolid. GRAPHEUS edit.)
- "La Luz en el Proyecto de Arquitectura según Vitrubio, Alberti, Palladio y Boullée " (1992. Roma. Gangemmi Editori edit.)
- "Principios de Arquitectura I" (1996. Pamplona. T6 Ediciones edit.)
- "Crónica desde el Hangar de Marinetti" (1992. Buenos Aires. Marca de Agua edit.)
- "Sobre el Método de Andrea Palladio para la Realización del Entasis" (1992. Pamplona. Publicaciones Universidad de Navarra edit.)
- "Hacia una Nueva Arquitectura. El Desafío Americano" (1992. Madrid. Taller de Editores edit.)
- "La Ciudad Utópica" (1993. Buenos Aires. Marca de Agua edit.)
- "La Desdibujada Imaginación Arquitectónica" (2009. Madrid. C.EGA edit.)

## Edificios y proyectos representativos

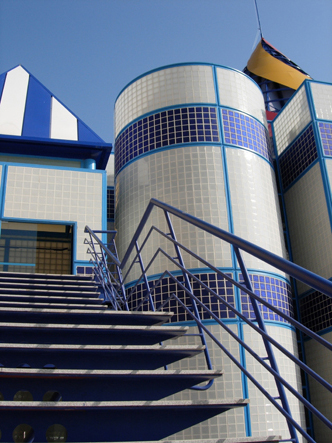
Brigada de Extranjería Madrid
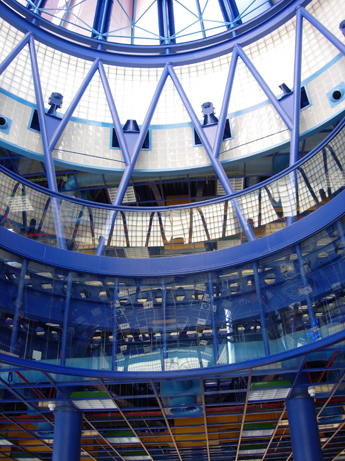
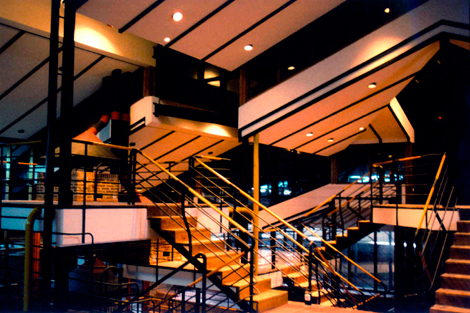
Social Club Simancas
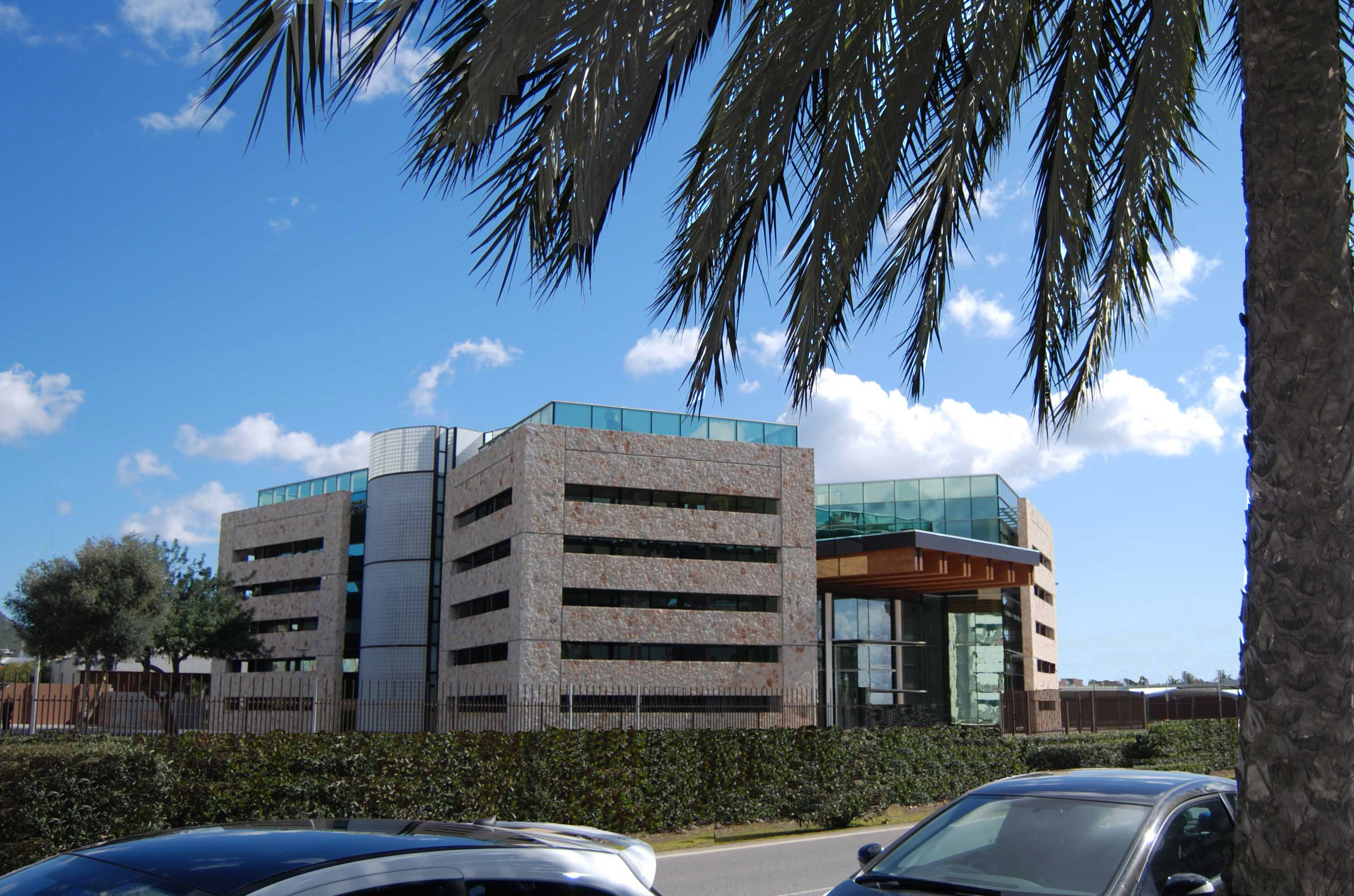
Ibiza Building  Ibiza
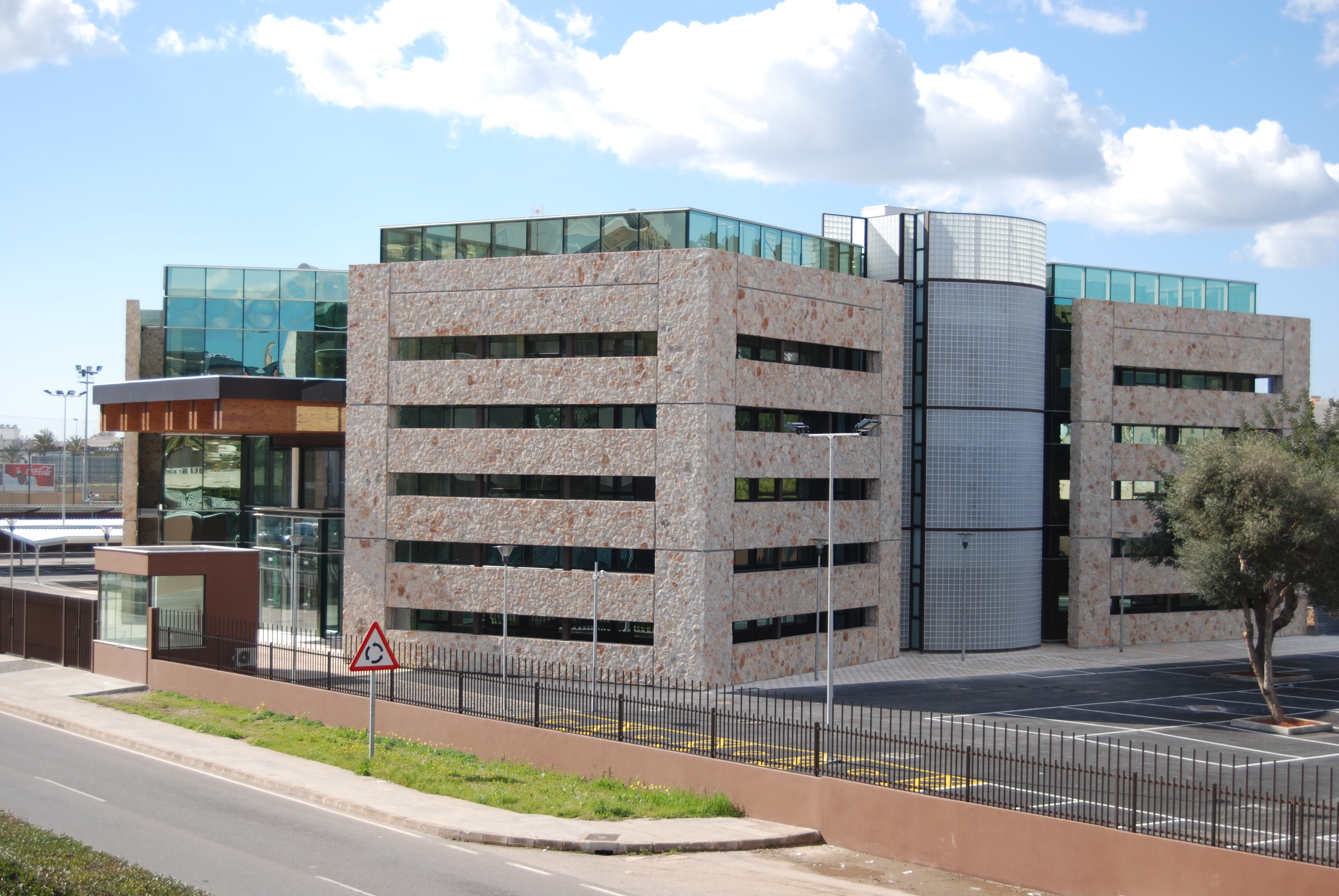
Ibiza Building  Ibiza

- Arco en Manhattan. Nueva York . EE. UU.
- Remodelación de las Plazas, Glorietas y Bulevares de Chamberí. Madrid. España
- Lake Town Pueblo del Lago Punta del Este. Uruguay]
- Ville de Gare Routiere. Fez, Marruecos
- Brigada de Extranjeria. Madrid. España
- Palacio del Presidente de la Junta de Castilla y León. España
- Edificios de Control de la Junta de Castilla y León. España
- Transformación del río Esgueva a su paso por Valladolid. España
- Museo del MOPU en la arquería de los Nuevos Ministerios. Paseo de la Castellana Madrid

## Principales reconocimientos
- Obra de arquitectura seleccionada como una de las principales de España por la II Bienal de Arquitectura Española (1993), selección realizada por el Consejo Superior de los Colegios de Arquitectos de España y el Ministerio de Fomento.

36 arquitectos españoles
- Premio Gran Vía Posible (en colaboración con Joaquín Morán), para la Gran Vía de Madrid. Ayuntamiento de Madrid 2010
- Premio Ibiza Building. Ibiza. Baleares 2006
- Premio Comisaría de la Exposición Universal EXPO08. Zaragoza 2006
- Premio Centro Parroquial en Tres Cantos. Madrid 1983
- Premio Roca. Pamplona 1974